# Patrimoni dell'umanità della Lettonia
I patrimoni dell'umanità della Lettonia sono i siti dichiarati dall'UNESCO come patrimonio dell'umanità in Lettonia, la quale è divenuta parte contraente della Convenzione sul patrimonio dell'umanità il 10 gennaio 1995, come uno degli stati successori dell'Unione delle Repubbliche Socialiste Sovietiche.
Al 2023 i siti iscritti nella Lista dei patrimoni dell'umanità sono tre e altrettante sono le candidature per nuove iscrizioni. Il primo sito iscritto nella lista è stato nel 1997 il Centro storico di Riga, durante la ventunesima sessione del comitato del patrimonio mondiale. Il secondo patrimonio è stato incluso nella lista nel 2005 dalla ventinovesima sessione del comitato; si tratta dell'Arco geodetico di Struve, comprendente diversi siti, in comune con altri nove paesi. L'antica città di Kuldīga è divenuta il terzo sito lettone aggiunto alla lista nel 2023 dalla quarantacinquesima sessione del comitato. Tutti i siti sono considerati culturali, secondo i criteri di selezione; uno è parte di un sito transnazionale.

## Siti del Patrimonio mondiale
| Foto | Sito                     | Luogo | Tipo                         | Anno | Descrizione |
| ---- | ------------------------ | --- | ---------------------------- | ---- | --- |
|      | Centro storico di Riga   | Riga | Culturale (852; i, ii)       | 1997 | Riga era un importante centro della Lega Anseatica, che traeva la sua prosperità nei secoli XIII-XV dal commercio con l'Europa centrale e orientale. Il tessuto urbano del suo centro medievale riflette questa prosperità, sebbene la maggior parte dei primi edifici siano stati distrutti da incendi o guerre. Riga divenne un importante centro economico nel XIX secolo, quando furono edificati i sobborghi che circondano la città medievale, prima con imponenti edifici in legno in stile neoclassico e poi nello Jugendstil. È generalmente riconosciuto che Riga ha la più bella collezione di edifici in stile Art Nouveau in Europa. |
|      | Arco geodetico di Struve | Ērgļi, Jēkabpils (condiviso con Bielorussia, Estonia, Finlandia, Lituania, Moldavia, Norvegia, Russia, Svezia, Ucraina) | Culturale (1187; ii, iv, vi) | 2005 | L'arco geodetico di Struve è una catena di triangolazioni geodetiche che vanno da Hammerfest in Norvegia al Mar Nero, attraversando 10 nazioni e per una lunghezza complessiva di circa 2.820 chilometri. Questa catena venne ideata e utilizzata dallo scienziato baltico-tedesco Friedrich Georg Wilhelm von Struve negli anni compresi fra il 1816 e il 1855 per determinare le esatte forme e dimensioni della Terra. All'epoca l'arco attraversava solamente due nazioni: la Svezia-Norvegia e l'Impero russo. L'arco originale consisteva in 258 triangoli principali con 265 punti della stazione principale. Il sito elencato comprende 34 dei punti della stazione originale, mediante segnali di diversi tipi: buchi scavati nelle rocce, croci di ferro, "ometti" di pietre, obelischi. In Lettonia sono presenti due punti di segnalazione: Sestu-Kalns (Ziestu) a Ērgļi e Jacobstadt (Jekabpils) a Jēkabpils. |
|      | Antica città di Kuldīga  | Kuldīga | Culturale (1658; v)          | 2023 | La città di Kuldīga è un esempio eccezionalmente ben conservato di un insediamento urbano tradizionale, che si sviluppò da piccolo borgo medievale in un importante centro amministrativo del Ducato di Curlandia e Semigallia tra il XVI e il XVIII secolo. La struttura cittadina di Kuldīga ha in gran parte mantenuto la disposizione stradale di quel periodo e comprende la tradizionale architettura in legno e stili con influenze straniere che illustrano il ricco scambio tra artigiani locali e itineranti provenienti da tutto il Mar Baltico. Le influenze architettoniche e le tradizioni artigianali introdotte durante il periodo del Ducato perdurarono fino al XIX secolo. |

## Siti candidati
| Foto | Sito                                                            | Luogo                          | Tipo                        | Anno       | Descrizione |
| ---- | --------------------------------------------------------------- | ------------------------------ | --------------------------- | ---------- | --- |
|      | Meandri della Daugava superiore                                 | Comune di Daugavpils, Krāslava | Misto (5610; v, viii, x)    | 18/04/2011 | L'alta valle della Daugava con nove meandri unici (98 km da Piedruja a Daugavpils) è un depositario di valori eccezionali di natura, biodiversità e paesaggi che riflettono anche un significato storico e culturale. La Daugava superiore e i suoi dintorni sono caratterizzati da specie animali e vegetali rare per via delle favorevoli condizioni dei meandri vallivi, del microclima del paesaggio circostante e della composizione del suolo. L'ecosistema della parte superiore della Daugava funge da corridoio ecologico per la migrazione delle specie. Il fiume come spartiacque naturale, percorso di trasporto e commerciale è stato benefico e significativo nella storia: gli uomini in questa regione hanno iniziato a stabilirsi circa 11.000 di anni fa, creando un ricco impatto culturale sul paesaggio. Numerosi monumenti archeologici, architettonici e storici (resti sepolcrali, forti, rovine di castelli, palazzi, chiese e insediamenti) indicano un'intensa attività umana sin dall'antichità. |
|      | Complesso archeologico di Grobiņa                               | Grobiņa                        | Culturale (6258; iii)       | 22/05/2017 | Il primo insediamento a Grobiņa è collegato all'età della pietra; più tardi nel primo millennio d.C. Grobiņa divenne un centro della tribù dei Curi. Nel VII secolo i Vichinghi giunsero a Grobiņa e vi svilupparono insediamenti agrari e basi per commerci internazionali. A quel tempo Grobiņa era collegata al Mar Baltico dal fiume Ālande. I Vichinghi comunicarono con i Curi locali e stabilirono una forma peculiare di simbiosi etnica rappresentata in manufatti, siti abitativi e sepolture. Essendo un'area facilmente accessibile dall'acqua e possedendo un suolo fertile, l'area era particolarmente adatta per estese attività agricole che potevano sostenere una popolazione in crescita, non solo dei Curi, ma anche dei nuovi coloni scandinavi. La coesistenza di Vichinghi e Curi autoctoni è visibile nei reperti archeologici in siti di sepoltura pianeggianti (Smukumi, Priediens, Atkalni), siti di tumuli (Priediens, Pormaļi) e nel forte collinare di Skabārža kalns con il suo insediamento. |
|      | Complesso del Palazzo di Rundāle con giardino e parco forestale | Rundāle                        | Culturale (6544; i, ii, iv) | 22/06/2021 | Il complesso del Palazzo di Rundāle è un monumento di architettura, cultura e storia che fornisce un'autentica testimonianza del Ducato di Curlandia e dell'interazione culturale tra l'Europa del XVIII secolo e l'Impero russo. Il miglior architetto dell'Impero russo di quel tempo, Francesco Rastrelli (1697–1771), progettò l'insieme del palazzo come una residenza ideale corrispondente ai concetti del suo tempo, progettandola insieme al giardino e alle costruzioni circostanti. Il risultato è un edificio rappresentativo ma, allo stesso tempo, ragionevolmente sobrio che si fonde armoniosamente nel paesaggio circostante. Il complesso del Palazzo di Rundāle ha immortalato con successo l'idea di uno spirito barocco (genius loci) comprensibile e accessibile ai visitatori moderni. |